# Фінал кубка СРСР з футболу 1937
Другий фінал кубка СРСР з футболу відбувся на стадіоні «Динамо» в Москві 16 липня 1937 року. У грі взяли участь динамівські команди Москви і Тбілісі. На матчі були присутні 47 тисяч глядачів.

## Претенденти
«Динамо» (Москва)
- Чемпіон СРСР (1): 1936 (в).
- Срібний призер (1): 1936 (о).

«Динамо» (Тбілісі)
- Бронзовий призер (1): 1936 (о).
- Фіналіст кубка (1): 1936.

## Деталі матчу
| 16 липня 1937 |

| «Динамо» М                                             | 5 – 2    | «Динамо» Тб                                      |
| ------------------------------------------------------ | -------- | ------------------------------------------------ |
| Смирнов 21' (пен.) Семичастний 22', 35', 72' Ільїн 75' | Протокол | В. Бердзенішвілі 19' М. Бердзенішвілі 60' (пен.) |

| «Динамо» (Москва) Глядачів: 47 000 Арбітр: Володимир Стрепіхєєв (Москва) |

| «Динамо» (Москва) | «Динамо» (Тбілісі) |

|                |                     |     |
|                |                     |     |
| ВР             | Євген Фокін         |     |
| ЗХ             | Віктор Тетерін      |     |
| ЗХ             | Аркадій Чернишов    |     |
| ПЗ             | Олексій Лапшин      |     |
| ПЗ             | Гаврило Качалін     |     |
| ПЗ             | Олександр Рьомін    |     |
| НП             | Михайло Семичастний |     |
| НП             | Михайло Якушин      |     |
| НП             | Василь Смирнов      |     |
| НП             | Євген Єлисєєв       | 85' |
| НП             | Сергій Ільїн        |     |
| Заміна:        |                     |     |
| НП             | Олексій Пономарьов  | 85' |
| Тренер:        |                     |     |
| Віктор Дубінін |                     |     |

|                 |                         |  |
|                 |                         |  |
| ВР              | Олександр Дорохов       |  |
| ЗХ              | Шота Шавгулідзе         |  |
| ЗХ              | Георгій Чумбурідзе      |  |
| ПЗ              | Володимир Джорбенадзе   |  |
| ПЗ              | Михайло Мінаєв          |  |
| ПЗ              | Григорій Гагуа          |  |
| НП              | Тенгіз Гавашелі         |  |
| НП              | Михайло Бердзенішвілі   |  |
| НП              | Борис Пайчадзе          |  |
| НП              | Володимир Бердзенішвілі |  |
| НП              | Михайло Асламазов       |  |
| Тренер:         |                         |  |
| Олексій Соколов |                         |  |